# Fuerte Ricasoli
El Fuerte Ricasoli (en maltés: Forti Rikażli) es una fortificación abaluartada ubicada en Kalkara, Malta, que fue construida por la Orden de San Juan entre 1670 y 1698. El fuerte ocupa un promontorio conocido como Punta de la Horca en la costa norte de la bahía de Rinella, protegiendo la entrada al Gran Puerto junto con el Fuerte de San Telmo. Es la fortificación más grande de Malta y desde 1998 figura en la lista de sitios candidatos a Patrimonio de la Humanidad de la Unesco como parte de las Fortificaciones de los Caballeros alrededor de los puertos de Malta.
El Fuerte Ricasoli fue usado durante la invasión francesa de Malta en 1798 y la consiguiente insurrección maltesa, tras la cual acabó bajo control británico. Ricasoli fue el lugar del motín Froberg protagonizado por tropas británicas en 1807 y también fue empleado como hospital militar durante el siglo XIX. Volvió a ser usado durante la Segunda Guerra Mundial, cuando sufrió destrozos por bombardeos aéreos alemanes en 1942. Desmilitarizado en la década de 1960, el fuerte fue utilizado para fines industriales. Aunque en la actualidad la fortificación amenaza ruina, se conserva casi intacta y se usa como plató de cine e instalación para limpieza de tanques de almacenamiento. En junio de 2019 se aprobaron planes para su restauración. 